# Medalia „Pentru serviciu ireproșabil” (Transnistria)

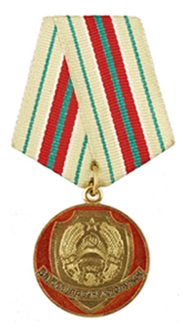
Medalia "Pentru serviciu ireproșabil", clasa I

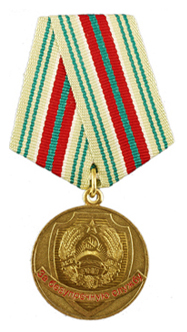
Medalia "Pentru serviciu ireproșabil", clasa a II-a

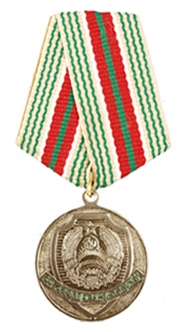
Medalia "Pentru serviciu ireproșabil", clasa a III-a

Reversul medaliei „Pentru serviciu ireproșabil”

Medalia "Pentru serviciu ireproșabil" (în rusă Медаль "За безупречную службу" I, II, III степени) este una dintre decorațiile auto-proclamatei Republici Moldovenești Nistrene. Ea a fost înființată prin decretul nr. 104 al președintelui RMN, Igor Smirnov, din data de 10 martie 1999.

## Statut
1. Cu Medalia "Pentru serviciu ireproșabil", clasele I-a, al II-a și a III-a, sunt decorați de ziua națională și de sărbătorile profesionale:
a) angajații militari ai Ministerului Apărării, Ministerului Justiției, Ministerului Securității Statului, Ministerului Afacerilor Interne al Republicii Moldovenești Nistrene, precum și al altor organe ale puterii executive, la care legislația RMN prevede serviciu militar, care și-au îndeplinit atribuțiile ireproșabil timp de 20, 15 și respectiv 10 ani calendaristici;
b) angajații organelor puterii de stat și al inspecției de stat, ale organelor autonome ale Republicii Moldovenești Nistrene, care și-au îndeplinit atribuțiile ireproșabil timp de 20, 15 și respectiv 10 ani calendaristici.
2. Cei propuși pentru primirea acestei medalii sunt înscriși pe liste, care cuprind următoarele elemente: nume, prenume, patronimic, locul de muncă, postul, durata serviciului în organele puterii de stat, precum și gradul militar și numărul unității. 
3. Medalia "Pentru serviciu ireproșabil", clasele I-a, al II-a și a III-a, se poartă pe partea stângă a pieptului și când deținătorul are și alte medalii ale RMN, este aranjată după Medalia "Pentru activitatea de luptă".

## Descriere
Medalia "Pentru serviciu ireproșabil" are formă de cerc cu diametrul de 32 mm. Fața și reversul medaliei au margini convexe cu lățimea de 1 mm. Pe aversul medaliei se află imprimat în relief un scut cu stema Republicii Moldovenești Nistrene pe el. În partea de jos a scutului se află o bandă dispusă în arc de cerc cu inscripția săpată "За безупречную службу" ("Pentru serviciu ireproșabil"). Suprafața medaliei este granulată în relief. În partea de jos se află două ramuri de lauri care se împletesc.
Medalia "Pentru serviciu ireproșabil", clasa I, este confecționată din alamă. Inscripția de pe banda arcuită este acoperită cu email negru. Suprafața granulată a medaliei este acoperită cu smalț roșu-rubiniu.
Medalia "Pentru serviciu ireproșabil", clasa a II-a este confecționată din alamă. Inscripția de pe banda arcuită este acoperită cu email roșu-rubiniu. 
Medalia "Pentru serviciu ireproșabil", clasa a III-a este confecționată din aliaj cupru-nichel. Inscripția de pe banda arcuită este acoperită cu email verde. 
Medalia este prinsă printr-o ureche de o panglică pentagonală de mătase lucioasă, având o lățime de 24 mm. În mijlocul panglicii se află o bandă longitudinală în culorile steagului național al Republicii Moldovenești Nistrene - două benzi roșii și între ele o bandă verde, flancate de câte o bandă albă. Benzile roșii au lățimea de 3 mm, cea verde - 2 mm și cele albe 1 mm. Restul panglicii are culoarea măslinie, având în mijloc benzi verzi cu lățime de 1 mm:
a) pentru clasa I - 1 bandă verde;
b) pentru clasa a II-a - 2 benzi verzi, aflate la o distanță de 1 mm între ele;
c) pentru clasa a III-a - 3 benzi verzi, aflate la o distanță de 1 mm între ele.
Pe reversul panglicii se află o agrafă pentru prinderea decorației de haine.

## Persoane decorate
- Vladimir Antiufeev - general, ministrul securității statului
- Vadim Krasnoselski - colonel, ministrul afacerilor interne
- Valeri Lițkai - ministrul afacerilor externe
- Galina Urskaia - ministrul justiției
- Irina Molokanova - ministrul finanțelor
- Vladimir Bodnar - deputat, președintele Uniunii Ucrainenilor din Transnistria
- Iuri Platonov - șef al Administrației de Stat a raionului și orașului Rîbnița
- Igor Mazur - șef al Administrației de Stat a raionului Dubăsari
- Valerian Runkovski - șef al Administrației de Stat a raionului Camenca